# Луксембургизам
Луксембургизам (енгл. Luxemburgism) је посебна теорија револуционарног марксизма и револуционарног демократског социјализма коју је заговарала Роза Луксембург.
Након експерименталне Октобарске револуције у Русији 1917. године, која је у демократски изабраним телима укључивала различите клубове мишљења (у чему је најузорније искуство имала Париска комуна), већ током 1918. године искључивањем из изабраних тела особа других клубова мишљења, бољшевички клуб је одлучио да монополизује власт и развија једнопартијски државни капитализам у неразвијеној и аграрној Русији тог времена, са преко 80 посто сељачког становништва, али под искривљеном употребом појмова антикапитализма.
Бољшевици предвођени В. И. Лењином монополизујући власт у Русији су тиме створили нову засебну теорију и праксу унутар радничког покрета, названу лењинизам или марксизам-лењинизам,  што је једно време био и потпуно доминантан правац у светском радничком покрету.
Постулате су темељили на својој интерпретацији Марксових и Енгелсових теорија, прилагођавајући их неразвијеној, заосталој, аграрној, полуфеудалној Русији тог времена, која је навикла на деспотизам као начин владања и одношења у друштву. Тако је направљена произвољна разлика између појмова „социјализам“ или „комунизам“ коју је учинио Лењин 1917. године како би оправдао бољшевички пројекат државног капитализма у неразвијеној земљи, па је раздвојио појам „социјализам“ који је назвао првом фазом и појам „комунизам“ који је назвао вишом фазом, иако су појмови „социјализам“ или „комунизам“ до тада означавали један те исти систем и користили се синонимно и алтернативно, а прва или прелазна фаза није нити посебан систем, нити посебно уређење које би требало имати посебан назив.
Бољшевизам је монополизовањем власти, искључивањем из изабраних тела особа других клубова мишљења и стављањем у илегалу њиховог деловања одступио од неких начела о којима је, поред многих других, нарочито говорила  Роза Луксембург, која је критиковала политику бољшевизма, као извитоперење радничке револуције, зато што радничка револуција подразумева демократска тела.
Луксембургова се залагала за демократију и нужност револуције. Идеја демократије коју Stanley Aronowitz назива „генерализованом демократијом у неартикулисаном облику“ заправо умањује улогу партије, али је у ствари врло слично гледиштима Карла Маркса („Еманципацију радничке класе мора освојити сама радничка класа“). Луксембургова је у својим списима о руској револуцији и Совјетском Савезу појаснила своје погледе о демократији. Луксембургова је рано напала недемократске тенденције присутне у руској револуцији:

„Без општих избора, неспутане слободе штампе и зборовања, слободне борбе мишљења, изумире живот у свакој јавној институцији, постаје привидним животом у којем јединим делатним елементом остаје бирократија. Јавни живот се полако успављује, неколико туцета партијских вођа неисцрпне енергије и безграничног идеализма диригује и влада, под њима у стварности управља десетак истакнутих глава, и од времена до времена позива се на састанке елита радништва да би аплаудирала говорима вођа, једногласно прихватила предложене резолуције, у основу дакле газдовање клике - свакако диктатура, али не диктатура пролетаријата него диктатура шачице политичара, тј. диктатура у грађанском смислу, у смислу владавине јакобинаца (помицање конгреса савета од три на шест месеци!). Па и више: у таквом стању јавни живот мора подивљати: атентати, стрељања талаца итд.“

Роза Луксембург је развила посебну теорију „револуционарног марксизма“ и „револуционарног демократског социјализма“ названу луксембургизам, те се залагала за  „револуционарну социјалистичку демократију“:

„Слобода само за присталице власти, само за чланове једне партије - били они ма како бројни - није слобода. Слобода је увек само слобода онога који мисли другачије. Не због фанатизма „праведности“, него због тога што се у тој бити исцрпљује све што је поучно, благотворно, што очишћује у политичкој слободи, и ефекат те бити изостаје, ако „слобода“ постане привилегија.“

„Историјска задаћа пролетаријата је, када доспе на власт, да уместо грађанске демократије створи социјалистичку демократију, не да уклони сваку демократију. Али социјалистичка демократија не почиње тек у обећаној земљи када је створена подлога социјалистичке економије, као готов божићни поклон добром народу који је у међувремену верно подржавао шачицу социјалистичких диктатора. Социјалистичка демократија почиње истовремено са рушењем класне владавине и изградњом социјализма. Она почиње са тренутком освајања власти од стране социјалистичке партије. Она није ништа друго него диктатура пролетаријата.“

Када је револуција избила и у Немачкој, у новембру 1918. године, Роза Луксембург је одмах почела да агитује за социјалну револуцију:

„Укидање владавине капитала, остваривање социјалистичког друштвеног реда — ово, и ништа мање, је историјска тема тренутне револуције. Ово је велики подухват, и неће бити испуњен за трен ока простим издавањем неколико декрета одозго. Само кроз свесну акцију радничких маса у граду и селу, ово се може остварити, само кроз највишу интелектуалну зрелост људи и неисцрпни идеализам се овај циљ може спровести кроз све олује безбедно до луке.“

„Социјална револуција захтева да је власт у рукама маса, у рукама радничких и војничких савета. Ово је програм револуције. Дуг је, међутим, пут од војника — од „чувара реакције“ — до револуционарног пролетера.“

Социјална револуција подразумева демократска тела у која могу бити изабране особе различитих клубова мишљења, као у узорној Париској комуни, коју су хвалили Карл Маркс и Фридрих Енгелс називајући је „коначно пронађеним обликом ослобођења радничке класе“ и „диктатуром пролетаријата“, што је у ствари само симболички појам којим се означава демократизација друштва и демократска радничка власт директно подређена масама, ради корените промене система.
Чланови Париске комуне, изабрани у представничко тело од народа у свом су деловању били непрекидно под контролом самог народа. Њихов се рад ставља на дискусију и могли су бити опозвани сваког тренутка. Они су изабрани од народа и за народ. То је директна демократија, која се заснива на активном учествовању маса у власти. Кадровски састав изабраног представничког тела, тј. Савета је у својој суштини био револуционаран. Међу присутним револуционарним струјама ту су били анархисти и социјалисти, бланкисти и слободарски републиканци. Париска комуна је непрестано слављена међу анархистима и марксистима све до данашњих дана, добрим делом баш због те различитости оријентација, због успешне сарадње међу разним револуционарним групама, због високог степена самоуправљања произвођача и стваралаца, те распуштања стајаће војске и репресивних елемената.